# بيلا (ضنك)
بيلا منطقة سكنية تقع في ولاية ضنك، التابعة لمحافظة الظاهرة في سلطنة عمان. يقدر عدد سكانها بـ 6 نسمة حسب إحصاء عام 2010 التابع للمركز الوطني للإحصاء والمعلومات الحكومي. رمز المنطقة هو 100320140.

## الوصلات الخارجية
- المركز الوطني للإحصاء والمعلومات، سلطنة عمان